# Auditorium de Bordeaux
Résidence
L'auditorium de Bordeaux est un auditorium comprenant deux salles de spectacle de 1 440 et 300 places. Il accueille l'Orchestre national Bordeaux Aquitaine.

## Historique
Au 9, cours Georges-Clemenceau, à Bordeaux existait un cinéma music-hall de 1 548 places qui a ouvert en 1919 sous le nom de Cinéma Palace Olympia. Racheté par Léon Gaumont en 1922, le complexe devient en 1927 le cinéma Gaumont qui déménage en 2002 à Talence, ville notamment universitaire, dans la banlieue sud-ouest de Bordeaux. 
Le projet d'Auditorium est lancée en 2003, sur cet emplacement laissé libre.
En 2004, le permis de construire est déposé et la livraison est prévue pour 2007.
En novembre 2005, le chantier de démolition commence avec une phase de désamiantage plus longue que prévu. Après des sondages intéressants, une campagne de fouilles commence. Elle durera dix mois et révélera murs romains, thermes et ateliers d'artisans. La livraison est reportée à 2009.
En fait les travaux ne reprennent que fin 2008, puis, après une nouvelle interruption due à un changement d'entreprise de construction, en juin 2010, pour une nouvelle livraison prévue en 2012. 
L'architecte chargé de ce projet est Michel Pétuaud-Létang, tandis que Michel Ohayon, homme d'affaires Bordelais, est le promoteur du projet de l'Auditorium, et assure les fonctions de maîtrise d'ouvrage. La délégation de maîtrise d'ouvrage fut confiée par Michel Ohayon à Pierre Bouchacourt.  
Le 14 décembre 2012 a lieu la première répétition de l'Orchestre national Bordeaux Aquitaine qui prend possession des lieux le 22 janvier 2013. 
Le concert d'ouverture a lieu le 24 janvier 2013 et le concert d'inauguration le 31 janvier 2013. 
Le 25 février 2013 l'Auditorium accueille les 20e Victoires de la musique classique.

## Architecture
Sa construction dure sept ans. L'Auditorium comprend deux salles: la grande salle (salle Henri-Dutilleux) de 1 440 places et la petite salle (salle Henri-Sauguet) de 300 places. La grande salle possède une fosse modulable de 160 m2, pouvant recevoir 120 musiciens et un espace scénique de 220 m2. Le sol de la scène est divisé en plusieurs fragments pouvant être élevés progressivement afin de créer un effet de profondeur, ce qui permet à tous les musiciens de voir le chef d'orchestre et inversement. Deux autres petites salles de 70 m2, à chaque niveau de balcon, peuvent accueillir des réunions.
Le projet inclut également un parking souterrain (435 places de stationnement sur sept niveaux en souterrain), des bureaux (800 m2) et la Villa Mozart (19 logements sur 2 500 m2, soit une surface moyenne de 131 m2).